# Каплиця Святої Софії (Великий Говилів)
Косте́л Святої Софії у Великому Говилові — культова споруда, парафіяльний римо-католицький храм у селі Великий Говилів Тернопільської области України.

## Відомості
Місцева римсько-католицька громада належала до парафії в парафії св. Йосифа в Хоросткові. На початку ХХ століття споруджено власну муровану філіальну каплицю, яку освятили 1911 року. 
За радянської влади храм спочатку використовувався як склад, а потім перетворився на руїну. 
У травні 2003 року відбудовану каплицю освятив єпископ Мар'ян Бучек.